# Stocznia Szczecińska im. Adolfa Warskiego
Stocznia Szczecińska im. Adolfa Warskiego – polska stocznia, utworzona w Szczecinie po II wojnie światowej na terenie byłych stoczni niemieckich AG Vulcan Stettin i Stettiner Oderwerke, zniszczonych w czasie alianckich nalotów oraz demontażu części wyposażenia przez wycofujących się Niemców oraz przez Armię Czerwoną, zarządzającą miastem do 5 lipca 1945 roku. Do roku 1950 działała pod centralnym zarządem Zjednoczonych Stoczni Polskich (zjednoczenie branżowe), jako oddział Stocznia Szczecińska, a w następnych latach, do roku 1990, jako odrębne przedsiębiorstwo państwowe, któremu w roku 1959 nadano imię Adolfa Warskiego. W roku 1990 została przekształcona w spółkę akcyjną zarejestrowaną jako Stocznia Szczecińska SA, która działała do upadłości w czerwcu 2002. Na bazie majątku SSSA powołano w 2002 nową stocznię pod nazwą Stocznia Szczecińska Nowa Sp. z o.o. Spółka ta powstała z przekształcenia powołanej przez SSSA spółki-córki Allround Ship Service Sp. z o.o.
W Stoczni Szczecińskiej zorganizowano własny ośrodek konstrukcyjny oraz prowadzono modernizację i rozbudowę urządzeń, co umożliwiało produkcję coraz bardziej specjalistycznych statków, w tym nowoczesnych krótkich serii. Pracowało w niej w latach 70. ponad 12 tys. osób, w roku 1980 – około 10 tys., a pod koniec lat 80. – ok. 6 tys. Na terenie zakładu odbył się pierwszy po II wojnie światowej strajk robotniczy (1958) oraz wielkie strajki w grudniu 1970 roku i w sierpniu 1980 roku (zakończony podpisaniem pierwszego z porozumień sierpniowych).

## Stocznie szczecińskie przed zakończeniem II wojny światowej

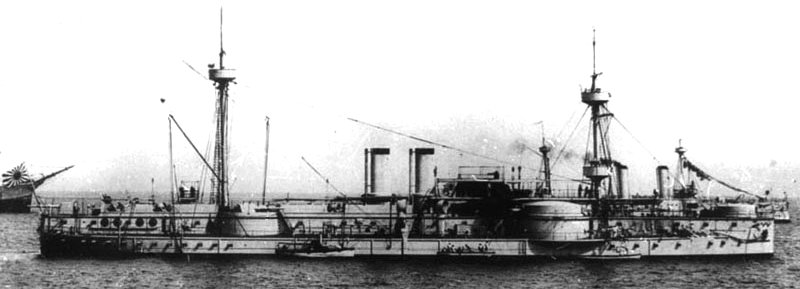
Pancernik „Zhenyuan”, zbudowany w AG Vulcan Stettin dla Chin w roku 1885

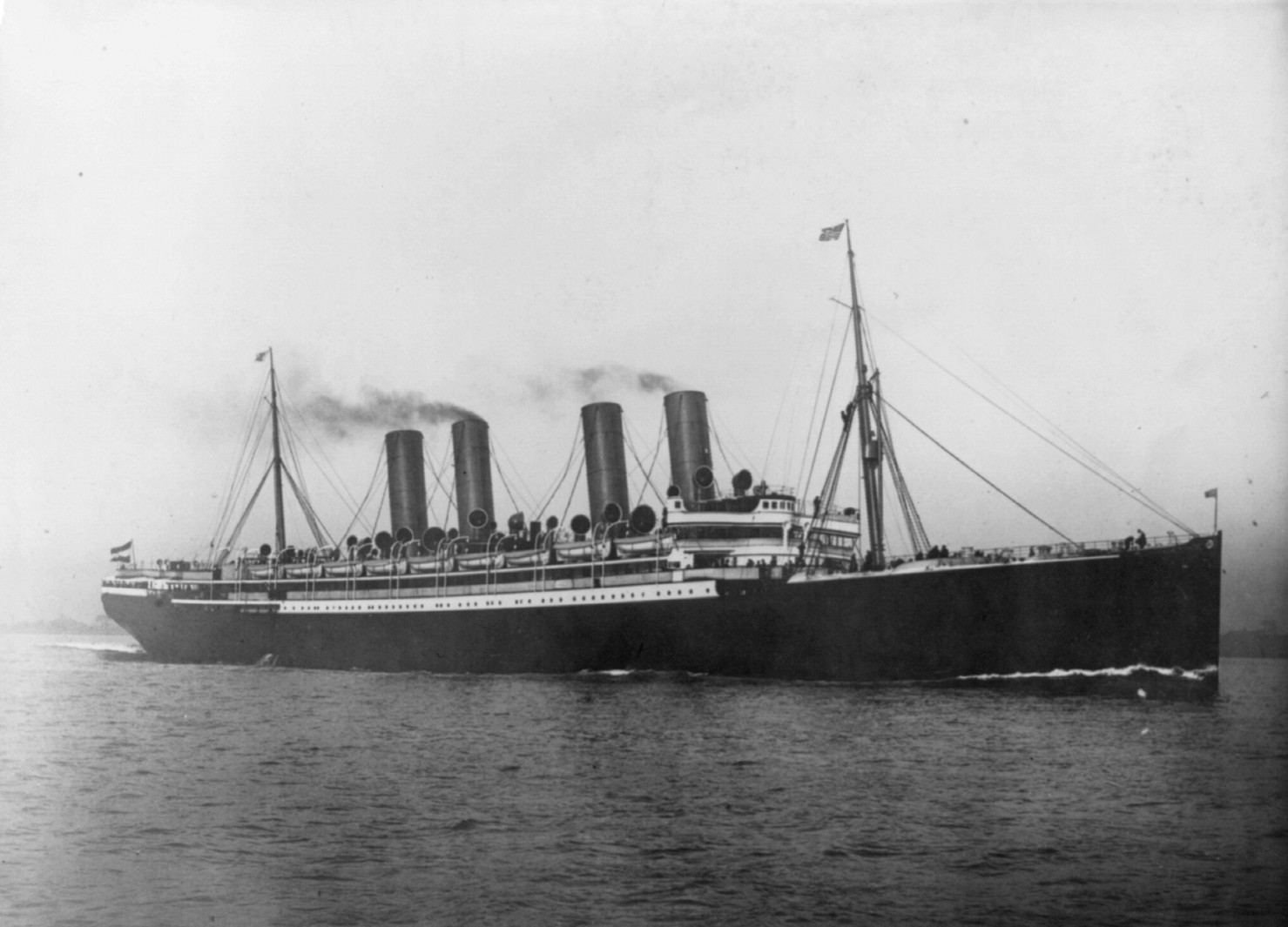
„Kaiser Wilhelm der Grosse” (1897), pierwszy z tzw. „czterofajkowców” (ang. Four funnel liner)

Niemieckie zakłady szkutnicze powstały w Szczecinie (niem. Stettin) już w XVIII wieku. Największa ze stoczni należała do rodziny Nüscke (Nüscke & Co. AG). W latach 1850–1853 E. Früchtenicht i F. Brock wykupili tereny na Drzetowie (niem. Bredow), pod nową stocznię, zaprojektowaną do budowy statków z żelaza. Produkcję rozpoczęto już w roku 1851. W roku 1857 utworzono spółkę akcyjną AG Vulcan Stettin; stała się wkrótce jedną z najbardziej nowoczesnych w Niemczech stoczni budujących statki stalowe (Stettiner Maschinenbau-Actien Gasellschaft „Vulcan”), m.in. krążowniki lekkie typu Magdeburg, takie jak SMS Breslau, niszczyciele oznaczane symbolem V, np. V 1, V 100.
W okresie I wojny światowej znaczenie stoczni Vulcan zmalało, a w roku 1927 (wielki kryzys) została zlikwidowana. W tym samym okresie stocznia Nüscke & Co. AG została przejęta przez Stettiner Oderwerke, działającą w Grabowie (niem. Grabow).
W czasie II wojny światowej w Stettiner Oderwerke produkowano okręty dla Kriegsmarine (np. okręty podwodne serii VII) oraz odbudowywano stocznię Vulcan – budowano m.in. cztery pochylnie (dwie ukończono), halę produkcyjną, nowoczesne nabrzeże, zespół warsztatów.

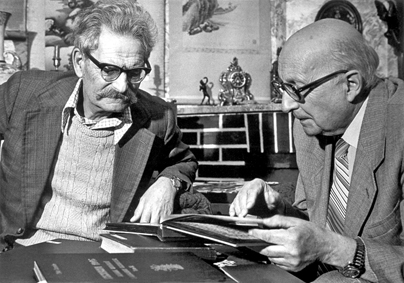
Leonard Borkowicz (po lewej) i Piotr Zaremba (kadr z filmu Andrzeja Androchowicza pt. „Pełnomocnik rządu”)

Wojenne zniszczenia szczecińskich stoczni były skutkiem nalotów alianckiego lotnictwa (najbardziej intensywnych w roku 1944), radzieckiego ostrzeliwania artyleryjskiego (przed zajęciem miasta w roku 1945) oraz demontażu części wyposażenia – przez wycofujących się Niemców i przez Armię Czerwoną (zarządzającą miastem do 5 lipca 1945 roku).

### Naloty alianckie w roku 1944
W roku 1944 pierwszy nalot lotniczy miał miejsce w nocy 5/6 stycznia. Uczestniczyło w nim 250 samolotów angielskich; zbombardowano Śródmieście, Stare Miasto, okolice Bramy Portowej i Mostu Długiego. Kolejne duże naloty nastąpiły 11 kwietnia 1944 (650 bomb i min oraz 18 tys. fosforowych bomb zapalających, zrzuconych m.in. na stocznie), 13 maja (1700 bomb), 22 maja, 7 lipca, 7/8 sierpnia, 17/18 sierpnia, 29/30 sierpnia, 17 września oraz 6 i 7 października. Największe zniszczenia spowodowały naloty dywanowe 17/18 i 29/30 sierpnia 1944.
W następnych miesiącach lotnictwo alianckie bombardowało głównie zakłady w Policach (fabryka benzyny syntetycznej). Miasto Szczecin było ostrzeliwane przez artylerię radziecką (w tym okresie wycofujące się wojska niemieckie niszczyły mosty, łączące lewobrzeże Szczecina z Prawobrzeżem i wyspami Międzyodrza).

### Demontaż
W maju 1945 roku Rosjanie narzucili stronie polskiej porozumienie, zgodnie z którym poniemieckie urządzenia przemysłowe, które nie mieściły się w granicach II RP, a znalazły się w granicach powojennej Polski zgodnie z postanowieniami konferencji jałtańskiej, stają się współwłasnością ZSRR i Polski w proporcjach 70:30. W praktyce udziały te były zróżnicowane w różnych zakładach (były negocjowane). Po przejściu frontu przez tereny stoczni Gdańska i Gdyni (operacja pomorska – walki o Gdańsk i Gdynię oraz kolejne) ustalono, że Polska przejmuje więcej niż 30% majątku stosunkowo mało zniszczonego Danziger Werft, co pozwoli szybko uruchomić produkcję, a równocześnie akceptuje wywóz niemal wszystkich urządzeń Stoczni Schichaua. Przedstawiciele Polski przywiązywali wówczas niewielką wagę do sytuacji w zrujnowanych stoczniach szczecińskich. Po ich zajęciu Rosjanie uznawali zachowany majątek tych zakładów za swoją wyłączną własność (mienie z ich strefy okupacyjnej).
Ostateczna decyzja o przebiegu zachodniej granicy Polski zapadła dopiero 28 czerwca 1945 roku w czasie konferencji poczdamskiej, a dopiero 5 lipca 1945 roku Szczecin został przekazany administracji polskiej (prezydent Piotr Zaremba, wojewoda Leonard Borkowicz).

## Powojenna historia stoczni

### Lata 1945–1950
W lutym 1945 roku minister przemysłu, Hilary Minc, powołał Departament Morski (dyrektor – Henryk Sobański), który rozpoczął działalność od wydania 5 marca 1945 roku memoriału z propozycją utworzenia Zjednoczenia Stoczni Polskich (ZSP). Zjednoczenie, powołane 14 czerwca 1945 roku, zobowiązano do koordynacji budowy statków morskich w polskich stoczniach. Do tego czasu zabezpieczaniem i uruchamianiem wyposażenia zakładów, które przed rokiem 1939 znajdowały się na terenach leżących poza granicami II RP (przekazywanych Polsce w ramach rekompensaty za utracone Kresy Wschodnie), zajmowała się Morska Grupa Operacyjna, działająca od 13 marca 1945 roku w Bydgoszczy.
Sytuacja w Szczecinie była szczególnie trudna – do oficjalnego przekazania miasta polskiej administracji (5 lipca 1945 roku) Rosjanie wywieźli znaczną część sprzętu i zagospodarowali mniej zniszczone obiekty (w tym stocznię Vulcan). Starania o ich odzyskanie długo były bezowocne. Nie sprzyjało im początkowe stanowisko polskich władz centralnych. Faworyzowanie planów rozbudowy portów i stoczni Gdańska i Gdyni kosztem Szczecina zarzucano nawet Eugeniuszowi Kwiatkowskiemu, ministrowi przemysłu i handlu w latach 1926–1930, intensywnie zabiegającemu w czasie II RP o zwrócenie się Polski w stronę morza (autorowi pojęcia „polityka morska państwa”). Zajmując się po wojnie zagospodarowaniem nowego polskiego pobrzeża najbardziej interesował się Pobrzeżem Gdańskim, mieszczącym 71-kilometrowy odcinek granicy morskiej II RP – niewielki fragment całej 440-kilometrowej nowej granicy morskiej.
Dopiero po wizycie w Szczecinie w grudniu 1945 roku Eugeniusz Kwiatkowski wsparł starania władz zachodniopomorskich o pomoc finansową państwa dla Pomorza Zachodniego i o przyspieszenie przekazywania Polsce szczecińskich portów (zob. Port Szczecin i Port Świnoujście). W końcu lat 40. stwierdził jednoznacznie, że wszystkie polskie ośrodki morskie muszą być traktowane jednakowo (w roku 1947 założył Związek Gospodarczy Miast Morskich, którego tradycje kontynuuje Związek Miast i Gmin Morskich).
W końcu roku 1945 ZSP przejęło stocznię rzeczną Greifenwerft, tworząc Zakład nr 27 – Stocznia Gryf (październik 1945) i małą stocznię remontowo-produkcyjną Baltikwerft, tworząc Zakład nr 25 – Stocznia Bałtyk (grudzień 1945); oba zakłady zostały w następnych latach przekazane „Polskiej Żegludze na Odrze”.
Stocznię Stettiner Oderwerke (4 pochylnie pozwalające budować statki do 7 tys. DWT, stopień zniszczenia do 70%) zaczęto przekazywać Polakom w roku 1946. Nieoficjalne przekazanie pochylni odbyło się w maju tego roku, oficjalne przekazanie części północnej terenu nastąpiło w kwietniu 1947 roku, a części południowej – w grudniu 1948 roku. W większej i bardziej nowoczesnej Stettiner Wulkanwerft już od września 1945 roku remontowali swoje okręty Rosjanie. Stocznia Vulcan została przekazana władzom polskim w styczniu 1947 roku.
Pierwsze w powojennym Szczecinie wodowanie statku pełnomorskiego, roboczo nazwanego Oliwa, odbyło się 24 kwietnia 1948 roku; było to pierwsze wodowanie w kraju. Wykorzystano kadłub pozostawiony w stoczni przez Niemców, którego budowę polscy stoczniowcy dokończyli (pracownikom szczecińskim pomagali stoczniowcy z Gdańska).

### Lata 1950–1960
W roku 1950 w Polsce rozpoczęto realizację długofalowego porozumienia ze Związkiem Radzieckim, podpisanego w roku 1949, dotyczącego dostawy w latach 1950–1955 dużej liczby statków handlowych, rybackich i portowych. Realizację programu rozpoczęto od zmian organizacyjnych. Zarządzeniem Ministra Żeglugi z 20 lutego 1950 przekształcono Zjednoczone Stocznie Polskie w Centralny Zarząd Przemysłu Okrętowego (CZPO), a oddziały ZSP – w cztery przedsiębiorstwa państwowe: Stocznia Gdańska, Stocznia Północna, Stocznia Gdyńska i Stocznia Szczecińska, której w roku 1959 nadano imię Adolfa Warskiego. W niedługim czasie ze Stoczni Gdańskiej i Stoczni Szczecińskiej wyodrębniono Bazy Remontowe (podlegające Ministerstwu Żeglugi) – Ostrów (Gdańsk) i Gryfia (Szczecin).
Na stanowisko dyrektora Stoczni Szczecińskiej został powołany Henryk Jendza (1921–1962), mieszkający w Szczecinie od roku 1946, kierujący od roku 1948 przedsiębiorstwem Miejskie Warsztaty Samochodowe. Nowego zawodu stoczniowca uczył się razem ze swoimi podwładnymi, dla których zorganizował Wieczorowe Technikum Budowy Okrętów. Stępki pod dwa pierwsze statki z zamówienia radzieckiego – masowce typu B32 o nośności 3,2 tys. DWT każdy – położono w trzecim kwartale roku 1951, a pierwszy kadłub zwodowano 16 grudnia 1952 roku. Gotowy statek przekazano armatorowi rok później. W Stoczni utworzono samodzielny szczeciński oddział Centralnego Biura Konstrukcji Okrętowych (CBKO nr 1), w którym pracowali m.in. konstruktorzy: Mikołaj Thierry, Mieczysław Wesołowski, Jerzy Piskorz-Nałęcki, Andrzej Żarnoch, Leszek Bednarski.

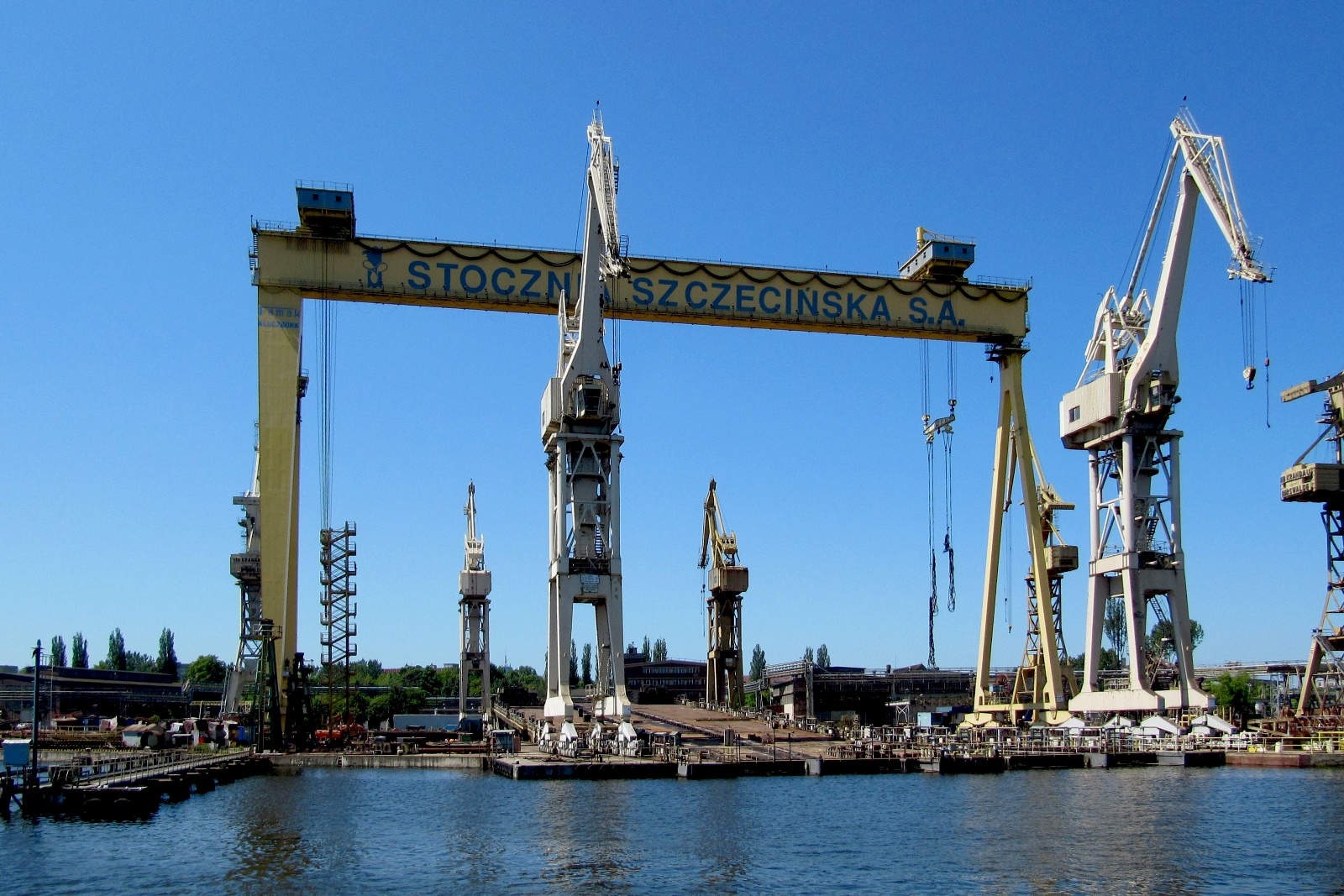
Suwnica bramowa Stoczni Szczecińskiej

Szczególnie trudne zadania stanęły przed dyrekcją Stoczni w roku 1956, gdy uległa zniszczeniu – w czasie pożaru – rurownia i ślusarnia. Henryk Jendza wykorzystał tę sytuację do stworzenia ambitnego programu modernizacji Stoczni. Program tworzył zespół pod kierownictwem szefa technicznego Stoczni, inż. Eugeniusza Skrzymowskiego, przy współpracy z doc. Jerzym Doerfferem z Gdańska. Zaplanowano utworzenie – na terenie poniemieckiej stoczni Vulcan – nowoczesnego ośrodka okrętowego, który mógłby konkurować ze stoczniami Finlandii, Norwegii i innych krajów zachodnich. Przyjęto, że nośność największej produkowanej jednostki będzie wynosić 25 tys. DWT. Postanowiono zastosować suwnice bramowe o udźwigu 100 ton. Po odbudowie i modernizacji ośrodek kadłubowy Wulkan dysponował pochylniami W1 i W2 o wymiarach:
- W1 – długość 208 m, szerokość: 26,5 m,
- W2 – długość 195 m, szerokość: 26,35 m.

Stępkę pod pierwszy statek – drobnicowiec o symbolu B-54, MS Janek Krasicki – położono w grudniu 1958 roku. Jego kadłub budowano za pomocą dźwigu „Kampnagel”. Wodowanie odbyło się 29 września 1959 roku, a oddanie do eksploatacji przez PLO – 18 czerwca 1960 roku.
Łącznie w latach 1950–1962 (do śmierci pierwszego dyrektora) zwodowano ponad 80 statków, wśród nich np. SS Katowice, SS Opole (1958), SS Malbork (1958, pierwszy statek dla PŻM). W pierwszym z drobnicowców typu B54 (10,3 tys. DWT, rok 1960) mieściła się milionowa tona nośności statków, zwodowanych w Polsce po wojnie. Prowadzono seryjną budowę drobnicowców typu B55 (6 tys. DWT, np. MS Legnica) i typu B59 (4,3 tys. DWT) oraz typu B450 (2,3 tys. DWT) dla armatorów z Brazylii, Indonezji i Polski.
W tych latach (1950–1960) budowano głównie jednostki o napędzie parowym. Początkiem intensywnego rozwoju produkcji jednostek motorowych było uruchomienie produkcji okrętowych silników wysokoprężnych w Zakładach Przemysłu Metalowego H. Cegielski w Poznaniu (produkcję parowców zakończono w roku 1962). Wśród innych kooperantów były m.in. Zakłady Urządzeń Technicznych w Gliwicach (pompy układów chłodzenia silników głównych, układów osuszających i przeciwpożarowych), zakłady w Sosnowcu, Zabrzu i Bytomiu (wyroby z metali kolorowych) oraz w Cieszynie (silniki elektryczne), Warszawskie Zakłady Radiowe Rawar (radary nawigacyjne).
Rozwój produkcji w warunkach PRL wiązał się z dużymi obciążeniami dla pracowników (m.in. zmniejszanie funduszu płac), co stało się przyczyną protestów robotniczych. Pierwszy po II wojnie światowej strajk części załogi odbył się w dniach 9–11 stycznia 1958 roku (w jego organizacji odegrał rolę tokarz-wygniatacz o nazwisku Adamowski). W tym samym miesiącu nastąpiły kolejne przerwy w pracy – 20–21 sierpnia (Wydział K-2, przedmontaż i montaż) i 29 sierpnia (Wydział montażu maszyn, organizator: Antoni Sawicki – przewodniczący Oddziałowego ZZ Metalowców).

### Lata 1960–1970

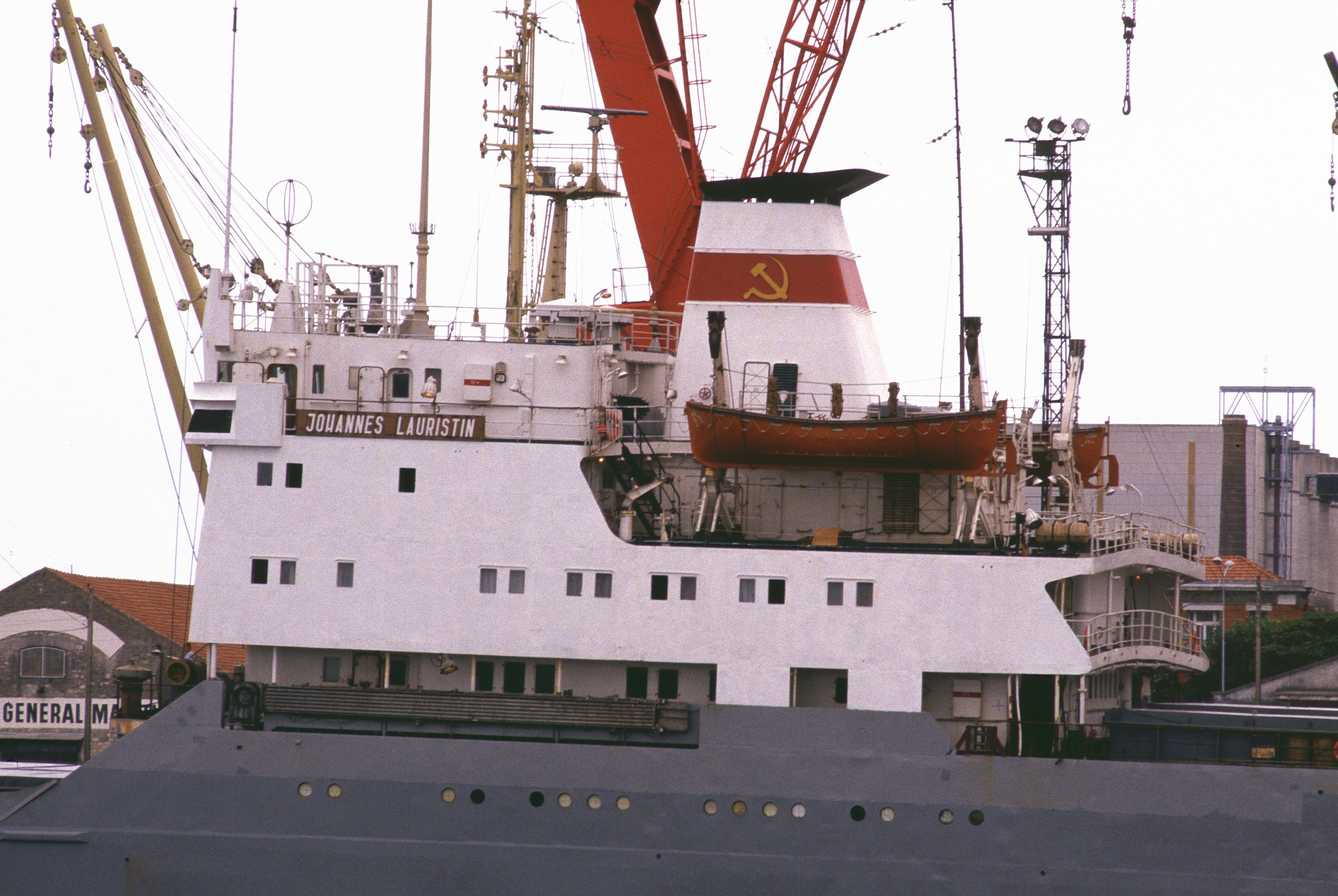
Йоханнес Лауристин (Johannes Lauristin) budowa: 22.10.1973–26.04.1974

W latach 1958–1970 polskie stocznie należały do Zjednoczenia Przemysłu Okrętowego (Gdańsk), nadzorowanego przez Ministerstwo Przemysłu Ciężkiego. Stocznia im. Warskiego nadal rozwijała produkcję drobnicowców. W roku 1963 na nowym Wulkanie zbudowano samodzielnie zaprojektowany drobnicowiec B-512-I/1 typu Kolejarz (14250 DWT), który rozpoczął serię tego typu statków (konstruktor: Jerzy Piskorz-Nałęcki).
Łącznie zwodowano 11 prototypów o nośności 6–16 tys. DWT oraz prototypowe masowce o nośności 16,7–25 tys. DWT. Rozpoczęto budowę statków specjalnych, np. chemikaliowców lub statków naukowo-badawczych, unikalnych w skali światowej. Produkowano statki dla armatorów z Polski, ZSRR, Czechosłowacji, Chin, Indonezji, Iranu, Meksyku i Grecji. Osiągnięto trzykrotny wzrost wielkości produkcji. W drobnicowcu typu B445 (kwiecień 1968) znajdowała się milionowa tona nośności statków zwodowanych po wojnie w Stoczni Szczecińskiej, a w czwartym drobnicowcu typu B454 (październik 1968) – dwumilionowa tona nośności statków zwodowanych przez polskie stocznie. Stocznia Szczecińska stała się wiodącym zakładem w regionie. Rosła liczba jej pracowników, która w latach 70. przekroczyła 12 tys.
Produkcję prowadzono wspólnie z krajowymi kooperantami, jednak w niektórych zamówieniach radzieckich znajdowały się prośby lub żądania dotyczące instalowania wskazanego rodzaju wyposażenia (np. wyłącznie elementów produkcji radzieckiej). Spełnienie tego typu dodatkowych warunków, formułowanych po uzgodnieniu dokumentacji z rejestrem statków ZSRR, było kłopotliwe i kosztowne (prawdopodobnie największe kontrowersje dotyczyły B-516/9). Wymagania zamawiającego zostały wzięte pod uwagę np. przy budowie jednostek B-44 (konstruktor: Janusz Perkowski) o numerach 103–108 (od 1967 roku).
W końcu lat 60. doszło do zahamowania rozwoju Stoczni Szczecińskiej i innych polskich stoczni, mimo rosnącej liczby zamówień z różnych krajów świata. Jako przyczyny tej sytuacji wymieniane są m.in.: niedoinwestowanie przemysłu okrętowego przez państwo, mała zdolność produkcyjna zaplecza kooperacyjnego, oddzielenie biur projektowo-konstrukcyjnych od stoczni. W innych źródłach wskazywane są przede wszystkim problemy związane ze stosowaniem rubli transferowych przy końcowych rozliczeniach umów zawieranych z ZSRR i innymi krajami RWPG. Realizacja umów na dostawy statków specjalistycznych o wysokiej jakości była nierentowna, ponieważ produkcja wymagała zakupów elementów wyposażenia i innych materiałów w krajach zachodnich (rozliczenia dewizowe). W celu ratowania finansowej sytuacji Stoczni poszukiwano możliwości eksportu statków na zachód oraz oszczędności wewnątrz zakładu.

### Grudzień 1970

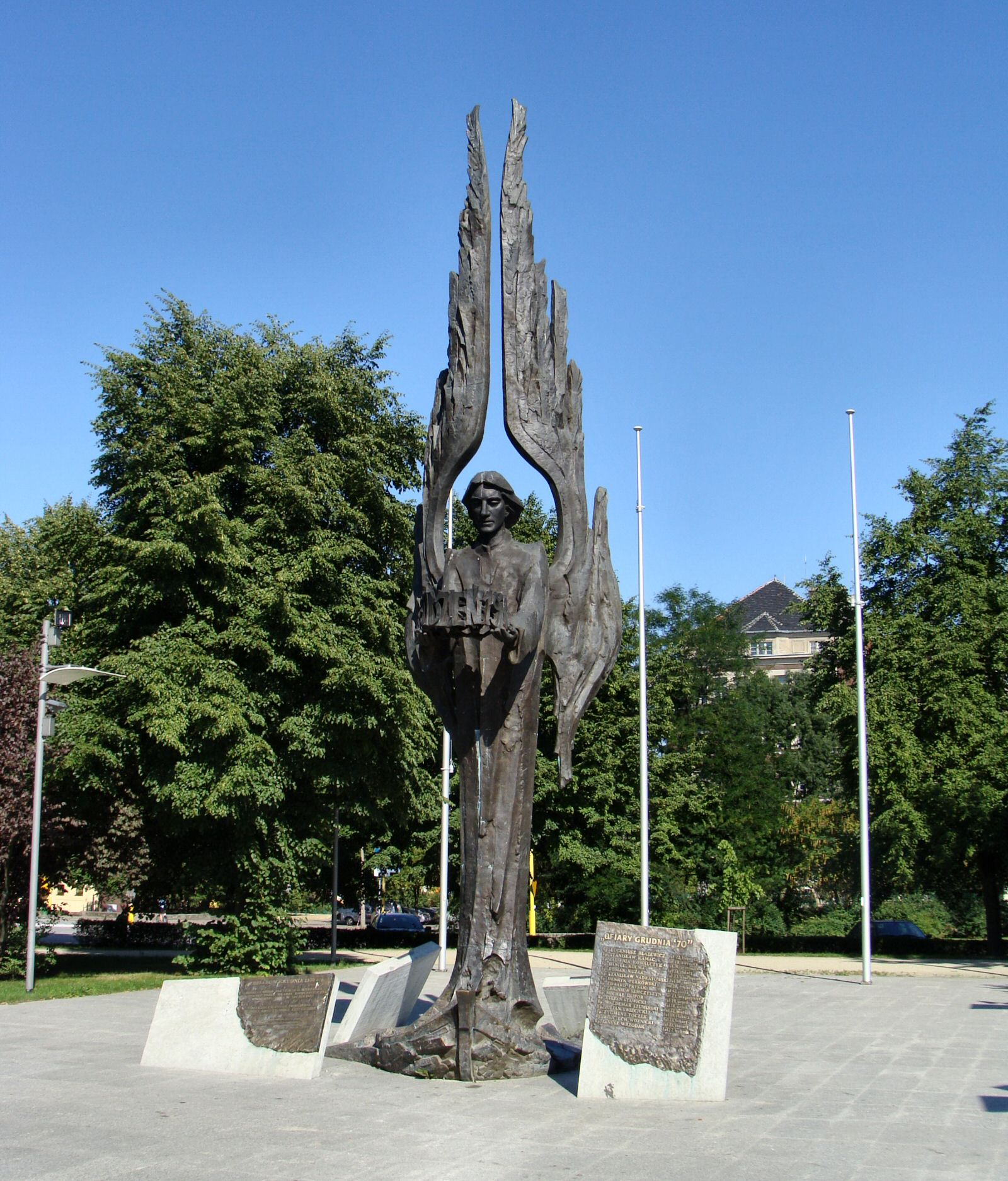
Pomnik Ofiar Grudnia 1970
Anioł Wolności
odsłonięty 28 sierpnia 2005 roku

Wydarzenia grudniowe roku 1970 były następstwem ogłoszonej 12 grudnia zapowiedzi podwyżek cen. Miały miejsce w wielu miastach Polski. W Szczecinie rozpoczęły się 17 grudnia. Przed budynkiem dyrekcji Stoczni zorganizowano wiec, którego uczestnicy pomaszerowali w kierunku centrum miasta – pod siedzibę Komitetu Wojewódzkiego PZPR przy placu Żołnierza Polskiego (budynek KW PZPR został podpalony), a następnie pod budynki Komendy Wojewódzkiej MO i Wojewódzkiej Komisji Związków Zawodowych. W kierunku demonstrujących oddano strzały. Starcia z milicją i wojskiem na ulicach Szczecina trwały do późnych godzin wieczornych; zginęło 14 osób, a kilkadziesiąt zostało rannych. Kolejne starcia miały miejsce 18 grudnia w okolicach bram Stoczni; dwie osoby zginęły, a kilkanaście raniono. W tym dniu został utworzony Komitet Strajkowy (KS, początkowo 9-osobowy) i rozpoczął się strajk okupacyjny. Przewodniczącymi KS byli Mieczysław Dopierała (19 grudnia) i Edmund Bałuka (od 20 grudnia). Komitet wspierali doradcy spoza Stoczni.
19 grudnia ogłoszono 21 postulatów, które dotyczyły m.in. ustąpienia CRZZ, utworzenia apolitycznych związków zawodowych, obniżenia cen artykułów żywnościowych do poprzedniego poziomu, ukarania odpowiedzialnych za masakrę 17 i 18 grudnia, gwarancji bezpieczeństwa dla uczestników strajku. Po rozmowach, przeprowadzonych 19 i 20 grudnia przez przedstawicieli KS z władzami województwa, doszło do wstępnych uzgodnień, jednak nie wszyscy stoczniowcy zgodzili się zakończyć strajk – był kontynuowany do 22 grudnia, a 22 stycznia 1971 roku ponownie podjęty, jako protest przeciwko niedotrzymaniu obietnic władz.
W drugiej fazie strajków na ich czele stał Edmund Bałuka, a wiceprzewodniczącymi ponad 30-osobowego KS w styczniu byli Zdzisław Andrzejczyk i Adam Ulfik (jednym z członków KS był Marian Jurczyk). Przedstawiono władzom 12 postulatów, dotyczących nie tylko wycofania podwyżek, ale również niezwłocznych demokratycznych wyborów do władz związkowych, rad robotniczych oraz kierownictw organizacji partyjnych i młodzieżowych na szczeblu wydziałów i zakładu, Żądano również przyjazdu do Stoczni I sekretarza KC PZPR Edwarda Gierka i premiera rządu PRL Piotra Jaroszewicza. Edward Gierek przybył 24 stycznia 1971 roku. Następnego dnia, po przeprowadzonych rozmowach, strajk zakończono.

### Lata 1970–1980
Lata 70. były okresem starań stoczniowców o ukaranie osób odpowiedzialnych za grudniową masakrę i o upamiętnienie ofiar tych wydarzeń oraz okresem szykan władz wobec aktywnych uczestników strajków. Niektórzy z nich w niewyjaśnionych okolicznościach stracili życie; wymieniane są nazwiska: B. Gołaszewski i A. Ulfik. Ze Stoczni został zwolniony Edmund Bałuka; zwolniono również Remigiusza Grelę, który był inicjatorem podejmowanych w czerwcu 1976 prób zorganizowania strajku przeciwko kolejnym podwyżkom cen.
Korzystnym skutkiem robotniczego protestu było złagodzenie centralizmu. Stała się możliwa intensyfikacja prac badawczo-rozwojowych i projektowych (w nowym Centrum Techniki Okrętowej i Pracowni Rozwoju Metod Projektowania „PROMOR”) oraz produkcja specjalistycznych, wysoce zautomatyzowanych krótkich serii statków. Jednym z celów „PROMOR”-u było wdrażanie w przemyśle okrętowym kompleksowego, zintegrowanego systemu informatycznego.

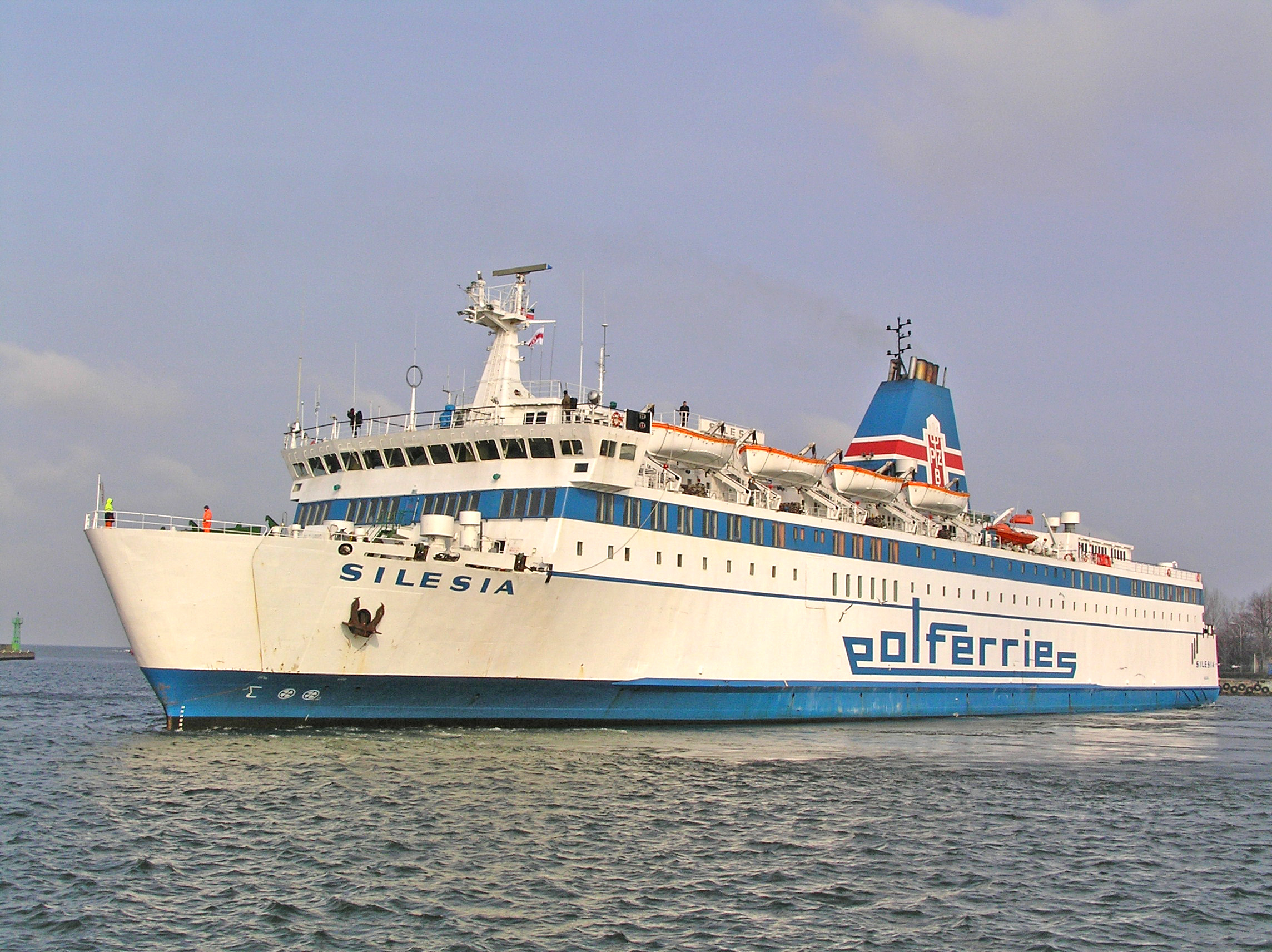
MF Silesia (1979)

W szeroko zakrojonych programach inwestycyjnych lat 1971–1975 Szczecin uczestniczył w małym stopniu. Stocznia Szczecińska nawiązała kontakty m.in. z armatorami niemieckimi. W ramach tych kontaktów w roku 1973 zbudowano pierwszy semikontenerowiec typu B430 (11,6 tys. DWT). W latach 1972–1974 i 1979–1981 zwodowano 12 takich statków. W Stoczni rozwijano również techniki budowy statków naukowo-badawczych i warsztatowych, promów i wycieczkowców. W połowie lat 70. zaprojektowano i budowano promy pasażersko-samochodowe; dwa z nich – MF Pomerania (1978) i MF Silesia (1979) – zbudowano dla armatora polskiego.
W latach 70. budowano także masowce (o coraz większej nośności), chemikaliowce (specjalność Stoczni Szczecińskiej), produktowce i statki do obsługi platform wiertniczych. W drugiej połowie lat 70. powstały także m.in. trzy statki typu B467 (ponad 14 tys. DWT) dla Polskich Linii Oceanicznych oraz wysoko oceniany okręt szpitalny typu B320, zbudowany według dokumentacji opracowanej w Szczecinie.
Stocznia Szczecińska zamierzała zaangażować się w produkcję jednostek do eksploracji i eksploatacji zasobów mórz i oceanów. Już w latach 1972–1975 przeanalizowano techniczne możliwości i koszty budowy półzanurzonej platformy wiertniczej, jednak Zjednoczenie nie wyraziło zgody na realizację tych projektów.

### Sierpień 1980
Strajki stoczniowców Szczecina w lecie roku 1980 były poprzedzone wydarzeniami w innych miastach Polski – przede wszystkim w strajkami w Gdańsku i Gdyni, organizowanymi przez Wolne Związki Zawodowe Wybrzeża, a wcześniej m.in. Lubelskim Lipcem. Strajk w Stoczni Gdańskiej rozpoczął się 14 sierpnia, a w następnych dniach przyłączyły się do niego kolejne zakłady (utworzono Międzyzakładowy Komitet Strajkowy, MKS).
W Stoczni Szczecińskiej strajk rozpoczęto 18 sierpnia; przewodniczącym Komitetu Strajkowego został Marian Jurczyk. W następnym dniu utworzono MKS (reprezentujący 20 zakładów), który wysunął 36 postulatów, wśród których znalazły się m.in. żądania utworzenia wolnych związków zawodowych, prawa do strajku, prawa do tworzenia niezależnych ugrupowań politycznych. Dnia 21 sierpnia w skład MKS wchodzili przedstawiciele 53 zakładowych Komitetów Strajkowych. W tym dniu odbyło się pierwsze spotkanie MKS z Komisją Rządową, kierowaną przez Kazimierza Barcikowskiego; od 24 sierpnia 1980 wydawano biuletyn strajkowy szczecińskiego MKS „Jedność”, a 27 sierpnia powołano wspólną ze stroną rządową Komisję Ekspertów.
30 sierpnia doszło do podpisania porozumienia szczecińskiego Prezydium MKS z Komisją Rządową. Strajk zakończono, a Komitety Strajkowe przekształcono w Komisje Robotnicze (zakładowe KR i Międzyzakładową Komisję Robotniczą).
Niedługo później porozumienie zostało zawarte również w Gdańsku i innych miastach Polski – został zapoczątkowany długotrwały proces tworzenia i rejestracji Niezależnego Samorządnego Związku Zawodowego „Solidarność” (zob. kalendarium, rok 1980).
W Szczecinie rozpoczęto m.in. wydawanie „Jedności Stoczniowej” – pisma stoczniowej NSZZ „Solidarność”. 17 grudnia 1980 przed bramą Stoczni uroczyście odsłonięto tablicę upamiętniającą szczecińskie Ofiary Grudnia 1970, co było realizacją jednego z postulatów.

### Lata 1980–1990

#### Powstanie „Solidarności” i przygotowania do wyborów czerwcowych (1989)
I Konferencja Zakładowej Organizacji Związkowej „S” w Stoczni Szczecińskiej odbyła się w lutym 1981 roku; wybrano prezydium i władze (przewodniczącym został Marian Jurczyk, a od czerwca – Stanisław Zabłocki). Stoczniowa „S” współpracowała z innymi organizacjami tworzonej Sieci (znaczny wkład wnieśli współtwórcy projektu ustawy o przedsiębiorstwie społecznym, m.in. prawnicy Andrzej Milczanowski, Jerzy Zimowski, Krzysztof Luks). Wielu działaczy stoczniowej „S” zostało członkami Komisji Regionalnych, a trzech z nich (M. Jurczyk, K. Kubicki i S. Wądołowski) uczestniczyło w I Krajowym Zjeździe Delegatów. Stanisław Wądołowski został wiceprzewodniczącym „S”, a Marian Jurczyk – członkiem Komisji Krajowej.
Z chwilą rozpoczęcia stanu wojennego, w nocy 12/13 grudnia 1981, roku zostali internowani m.in. M. Jurczyk, S. Wądołowski, B. Baturo. Przewodniczącym MKS został Mieczysław Ustasiak (Politechnika Szczecińska, Wydział Budowy Maszyn). W Stoczni zorganizowano strajk, w którym uczestniczyły 4 tys. osób, żądając zwolnienia internowanych i zakończenia stanu wojennego. W nocy 14/15 grudnia strajk rozbiły oddziały wojska, milicji i ZOMO; zatrzymano lub aresztowano kilkadziesiąt osób. Przywódcy strajku zostali w trybie doraźnym skazani przez sądy wojskowe na kary więzienia: Andrzej Milczanowski – na 5 lat, Mieczysław Ustasiak – na 4 lata, Tadeusz Lichota – na 3,5 roku, Zdzisław Kacprzak i Jan Wójtowicz – na 3 lata, Witold Karolewski – na 1,5 roku.
Podejmowane w Stoczni próby wznowienia strajku okupacyjnego nie powiodły się – ograniczano się do nie podejmowania pracy. Kierownictwo zakładu zawiesiło jego działalność 18 grudnia; wznowienie nastąpiło na początku stycznia 1982, jednak miejsca pracy straciło ok. 1,5 tys. osób. Nie zatrzymani członkowie MKS kontynuowali działalność konspiracyjnie. Na czele RKS stanął przewodniczący stoczniowej KZ – S. Zabłocki, a później (grudzień 1982–wrzesień 1983) – G. Durski. Powstała Tymczasowa Komisja Zakładowa (TKZ Solidarność). Rozpoczęto wydawanie i kolportaż biuletynu TKZ (do maja 1989 wydano 105 numerów), pismo „Grot”, które stało się organem Rady Koordynacyjnej „S” Regionu Pomorza Zachodniego (redaktorzy m.in. T. Wyrzykowski, W. Dziczek, L. Komołowski, P. Jarocki, A. Milczanowski) oraz pisma „Z Podziemia”, „Feniks”, „Jedność”, „KOS”, „BiS”. Zbierano składki i organizowano pomoc osobom internowanym, skazanym lub zwolnionym z pracy i ich rodzinom. Organizowano związkowe manifestacje – np. 10 lutego 1984 roku na pogrzeb członka Prezydium KZ, Krzysztofa Kubickiego, przybyło 2 tys. osób. W lipcu 1984 działacze stoczniowej „S” współtworzyli Radę Koordynacyjną „S” Regionu Pomorza Zachodniego, a w czerwcu 1987 złożyli w Sądzie Wojewódzkim wniosek o rejestrację Komitetu Założycielskiego „S” Pracowników Stoczni Szczecińskiej; rejestracji odmówiono, a niektórych związkowców spotkały represje.
W roku 1987 wyodrębniły się dwie grupy związkowców, skupione wokół S. Wądołowskiego, G. Durskiego i M. Jurczyka oraz wokół W. Dziczka, L. Komołowskiego i A. Antosiewicza. W sierpniu 1988 obie grupy podejmowały, bez powodzenia, próby organizacji stoczniowego strajku.
W październiku 1988 roku ponownie złożono wniosek o zalegalizowanie „S” w Stoczni (pod wnioskiem znajdowało się początkowo 800 podpisów). W tym samym miesiącu Władysław Dziczek i Longin Komołowski dołączyli do MKO, utworzonego po sierpniowym strajku w Porcie. Zaangażowali się w działalność Obywatelskiego Komitetu Porozumiewawczego w Szczecinie(OKP), skupiającego się na przygotowaniach do wyborów parlamentarnych 1989 roku. W. Dziczek został członkiem Konwentu Wyborczego, wyłaniającego kandydatów „S” na posłów i senatorów województwa.
Po rejestracji „S” 17 czerwca 1989 do „Solidarności” należało w Stoczni ponad 1,5 tys. członków; pierwszym przewodniczącym był Longin Komołowski. Marian Jurczyk – przeciwnik Okrągłego Stołu – został współzałożycielem Niezależnego Samorządnego Związku Zawodowego „Solidarność” 80 (25 marca 1990).

#### Działalność produkcyjna
W latach 1980–1985 zbudowano 11 kontenerowców komorowych typu B181 (19,4 tys. DWT) dla armatora niemieckiego oraz kontynuowano budowę okrętów dla marynarki wojennej ZSRR, rozpoczętą w latach 70. Wybudowano liczne okręty warsztatowe, oceanograficzne, szkolne okręty rakietowo-artyleryjskie, bazy energetyczne oraz okręt desantowy. Zbudowano też trzy statki badawcze typu B86 (ok. 6 tys. DWT) oraz jeszcze bardziej nowoczesny statek naukowo-badawczy typu B970 (sprzedany do Liberii w roku 1995). Kontynuowano budowę promów pasażersko-samochodowych, np. w latach 1980–1985 wykonano dwa dla armatora tureckiego i cztery dla ZSRR.
Pod koniec lat 80. Stocznia Szczecińska, zatrudniająca ponad 6 tys. pracowników, popadała w kłopoty finansowe.
Jesień Ludów doprowadziła do głębokich zmian sytuacji politycznej i gospodarczej, powodujących m.in. poważne trudności wszystkich polskich stoczni. Rozpadający się Związek Radziecki wycofał się ze wszystkich zamówień, polski rząd wstrzymał dopłaty do statków eksportowanych na zachód i do tzw. trzeciego świata, różni armatorzy nie odbierali już zbudowanych jednostek, co uniemożliwiało spłaty kredytów.

## Okres prywatyzacji Stoczni Szczecińskiej

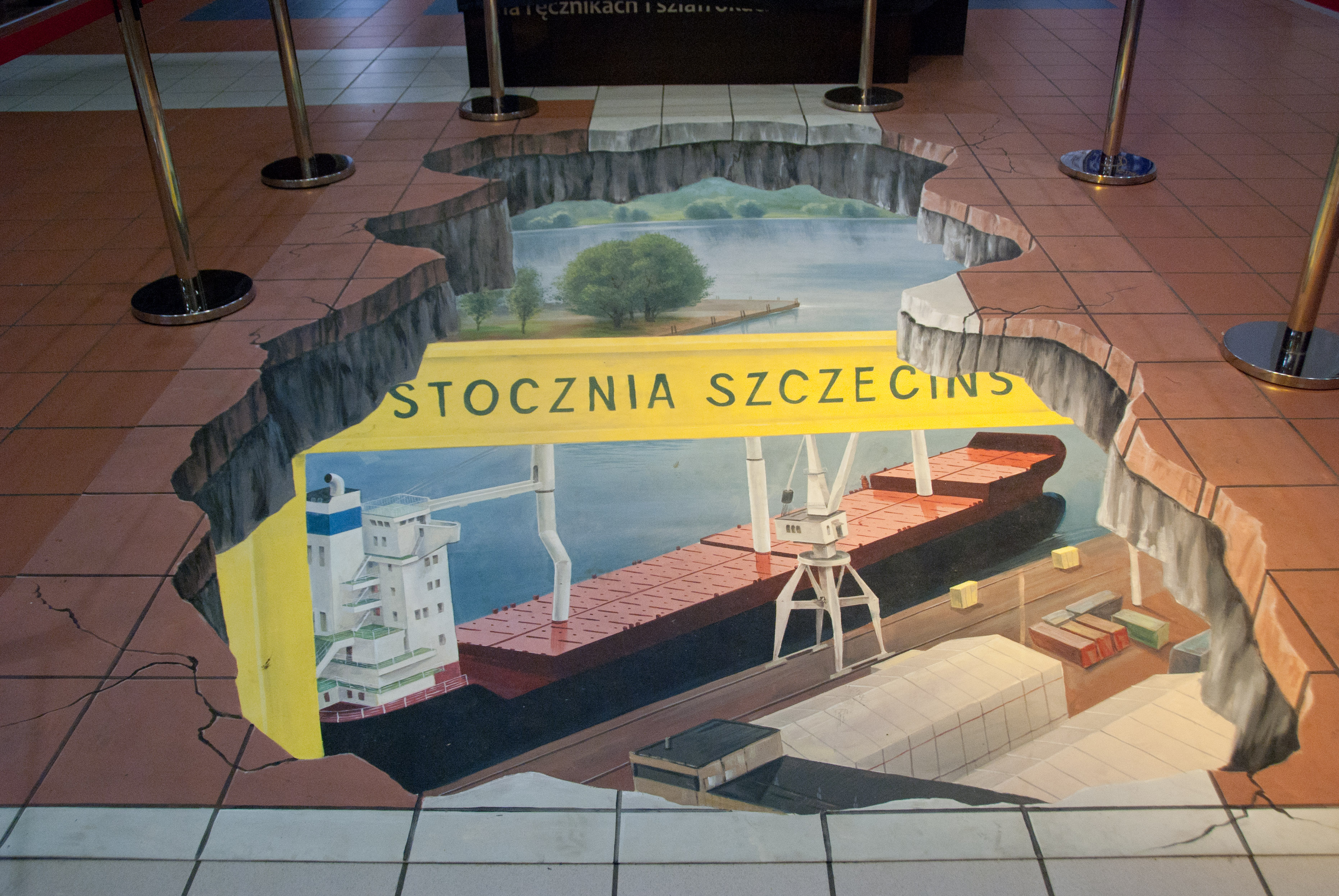
Obraz Manfreda Stadera (Anamorfoza z roku 2010)

Ratowanie finansowej sytuacji stoczni wymagało szybkiej i radykalnej zmiany mechanizmów finansowania działalności. Stocznia Szczecińska już we wrześniu 1991 roku, jako pierwsza z polskich stoczni, przekształciła się w jednoosobową spółkę Skarbu Państwa, a w czerwcu 1992 roku rozpoczęła sądowe postępowanie układowe z wierzycielami, wykorzystując tzw. „akt postępowania upadłościowego” z roku 1934. Już w listopadzie układ uprawomocnił się – 1/3 długu anulowano, a spłatę reszty rozłożono na 5 lat (w trudniejszej sytuacji pozostali kooperanci). W celu pozyskiwania kredytów na realizację pojedynczych kontraktów powoływano specjalne spółki lub konsorcja banków. Od sierpnia 1993 roku na czele Stoczni Szczecińskiej – jednoosobowej spółki Skarbu Państwa – stały: Zarząd i Grupa Przemysłowa oraz akcjonariat pracowniczy. Wprowadzono radykalne zmiany organizacyjne, zmiany systemu płac i zatrudnienia, certyfikowany system jakości. Już w tym samym roku Stocznia Szczecińska Porta Holding SA. zaczęła przynosić zyski, głównie dzięki produkcji średnich kontenerowców dostawczych. Wkrótce stało się możliwe podjęcie inwestycji; dokonano m.in. przebudowy czterech pochylni ośrodka „Odra”, tworząc pochylnię „Odra Nowa” o szerokości 40 m. Pierwsze wodowanie z pochylni „Odra Nowa” miało miejsce listopadzie 1994 roku; w latach 1995–1999 wodowano 20–22 statki.
Okres koniunktury skończył się z powodów, które nie zostały jednoznacznie wyjaśnione. Nastąpił finansowy kryzys, który doprowadził do stanu upadłości. W lipcu 2002 roku spółkę Stocznia Szczecińska Porta Holding SA przejęła Agencja Rozwoju Przemysłu S.A. i uruchomiono rządowy program wsparcia. Produkcja została wznowiona w ramach Stoczni Szczecińskiej Nowa Sp. z o.o., będącej w prawie 100% własnością państwa.

## Dyrektorzy Stoczni Szczecińskiej w latach 1947–1990[3]
- 1947–1948 – P. Wieczorek
- 1948–1950 – W. Pustelnik
- 1950–1962 – H. Jendza
- 1962–1964 – E. Skrzymowski
- 1966–1969 – S. Fortuński
- 1969–1970 – S. Skrobot
- 1970–1971 – P. Cenkier
- 1971–1974 – L. Bednaski
- 1974–1975 – J. Malewski
- 1978–1988 – S. Ozimek
- 1988–1991 – Z. Grabowski
- od 1991 – K. Piotrowski

## Rodzaj i liczba jednostek wyprodukowanych do roku 1998
| Lp.   | Typ                              | Liczba projektów | Liczba zdanych statków | tys. DWT (łącznie) |
| 1     | Masowiec                         | 11               | 79                     | 2181,3             |
| 2     | Rudowęglowiec                    | 1                | 41                     | 130,2              |
| 3     | Drobnicowiec                     | 17               | 143                    | 1156,6             |
| 4     | Szkolno-towarowy                 | 1                | 13                     | 71,6               |
| 5     | Semikontenerowiec                | 4                | 25                     | 382,3              |
| 6     | Kontenerowiec                    | 7                | 97                     | 1701,8             |
| 7     | Chemikaliowiec                   | 2                | 13                     | 342,5              |
| 8     | Produktowiec                     | 4                | 11                     | 400,3              |
| 9     | Towarowo-pasażerski              | 4                | 17                     | 97,1               |
| 10    | Prom pasażersko-samochodowy      | 3                | 11                     | 17,9               |
| 11    | Prom drogowy                     | 1                | 4                      | 3,2                |
| 12    | Naukowo-badawczy                 | 2                | 12                     | 16.5               |
| 13    | Geofizyczny                      | 1                | 9                      | 11,8               |
| 14    | Oceanograficzny                  | 2                | 17                     | 96,6               |
| 15    | Szpital                          | 1                | 4                      | 13,6               |
| 16    | Okręt warsztatowy                | 4                | 40                     | 185,4              |
| 17    | Statek elektrownia               | 1                | 4                      | 24,6               |
| 18    | Holownik zaopatrzeniowy          | 2                | 48                     | 66,3               |
| 19    | Statek dźwigowy 40t              | 1                | 4                      | 1,1                |
| 20    | Portowy dźwig pływający 300t     | 1                | 1                      | 1,6                |
| 21    | Szkolny okręt rakietowo-artyler. | 1                | 3                      | 21,9               |
| 22    | Okręt desantowy                  | 1                | 1                      | 4,5                |
| Razem |                                  | 71               | 597                    | 6928,8             |